# Georgiana Cavendish
Georgiana Cavendish (7 de juny de 1757 – 30 de març de 1806) va ser la duquessa de Devonshire. Era una dona de classe social alta anglesa, d'estil icònic, escriptora i activista. Procedent de la família Spencer, va ser la primera esposa de William Cavendish, cinquè duc de Devonshire, i la mare del sisè duc de Devonshire.
Com a duquessa de Devonshire, va ser una persona popular i coneguda socialment durant tota la seva vida. Amb una posició preeminent a la parròquia d'Anglaterra, la duquessa va ser famosa per la seva bellesa, carisma i estil, que utilitzava per fer política, arranjaments matrimonials i amorosos, i actes socials i relacionats amb el joc. Va ser una familiar llunyana, tia de quarta generació, de Diana de Gal·les. Les seves vides, malgrat la llunyania temporal, s'han comparat pel seu final tràgic.